# Cinecittà

A Cinecittà (olaszul: moziváros) egy nagy filmstúdió Rómában.

## Története
A filmstúdiót 1937-ben alapította Benito Mussolini fasiszta diktátor. Fénykorát az 1950-es években élte, amikor olyan amerikai filmeket, mint például a Ben-Hur, itt készítettek, de sok Fellini-filmet is itt forgattak.
Az 1980-as években a filmgyár a csőd szélére került, ezért az olasz kormány privatizálta. 1991-ben itt rendezték az Eurovíziós Dalfesztivált, miután biztonsági okokból a szervezőknek le kellett mondaniuk a sanremói helyszínről. Később a Big Brother olasz változatát (Grande Fratello) is itt készítették.

## Itt forgatott filmek
A Cinecittà az olasz filmek gyártásának legfontosabb központja, nevét gyakran az olasz film szinonimájaként használják.
A legutóbbi években itt forgatta például Martin Scorsese a New York bandái (Gangs of New York) című filmet és itt készült Wes Anderson Édes vízi élet (The Life Aquatic with Steve Zissou) című filmje. 2004 és 2007 közt a HBO itt forgatta a Róma című tévéfilmsorozatot.

## A stúdiók
A Cinecittànak 22 stúdiója van, amelyek 402-2908 négyzetméter alapterületűek, közülük a legnagyobb az 5-ös stúdió. Ezenkívül van még egy 1200 és egy 2118 négyzetméteres állandó sátra, egy 10303 köbméteres, 1,6 méter vízmélységű víztartálya és egy 809 hektáros természeti területe. Vannak állandó díszletei, mint a Trevi-kút, az 1930-as évek New Yorkja, vagy Párizsa, egy teljes tengeralattjáró-enteriőr, egy modern vonat-enteriőr, egy földrengés-szimulátor és egy középkori toszkánai város. A stúdiókhoz 300 iroda és öltöző, 21 make-up központ és 82 műhely és raktár kapcsolódik.